# Däumelinchen (1978)
Däumelinchen (japanisch おやゆび姫 Oyayubi Hime, in der Langform 世界名作童話おやゆび姫 Sekai Meisaku Dōwa Oyayubi Hime) ist ein japanischer Animationsfilm des Studios Tōei Dōga. Er entstand unter der Regie von Yūgo Serikawa und wurde 1978 veröffentlicht. Er erzählt das von Hans Christian Andersen erdachte Kunstmärchen Däumelinchen.

## Handlung
Die Handlung folgt weitestgehend treu der von Andersens Märchen: Eine Fee erfüllt einer Frau deren Herzenswunsch nach einem Kind. Weil dieses so klein ist, nennt sie es Däumelinchen. Eines Nachts wird das Mädchen von einer Kröte aus seinem Walnussschalenbett entführt. Sie hält Däumelinchen für eine ideale Ehepartie für ihren Kröterich-Sohn. Das entsetzte junge Mädchen flieht vor dem hässlichen und dummen Bräutigam auf ein Seerosenblatt, dessen Stiel von freundlichen Fischen durchgenagt wird, auf dass das Mädchen entkommen kann. Unterwegs macht sie neue Freunde. Ein Schmetterling zieht ihr Blatt und ein Maikäfer verliebt sich in sie. Er lässt sie jedoch fallen, nachdem andere Maikäfer sich über das Aussehen des kleinen Menschen lustig machen. Als der Winter kommt, bittet Däumelinchen um Unterschlupf bei einer Feldmaus. Die Alte lässt das Mädchen über den Winter bei sich wohnen, wo es als Gegenleistung bei der Arbeit helfen und ihrer Gastgeberin Geschichten erzählen muss. Zu Besuch kommt immer wieder ein älterer, blinder aber wohlbetuchter Maulwurf. Nachdem Däumelinchen eine halb erfrorene Schwalbe findet, pflegt sie den Vogel gesund. Nachdem der Maulwurf um Däumelinchens Hand angeholten hat, flieht sie auch vor diesem. Ihre Freundin, die Schwalbe, fliegt sie daraufhin in ein wärmeres Land. Dort lebt sie in einer Blüte und findet in einer anderen ihren Traumprinzen, den sie heiratet.

## Hintergründe
Mitte der 1970er Jahre begann das Filmstudio Tōei Dōga damit, Märchen der Welt zu verfilmen. Zumeist waren dies Kurzfilme, doch wurden auch mehrere Langfilme produziert:
- 1977: Die wilden Schwäne, eine kombinierte Adaption von Die wilden Schwäne von Andersen und Die sechs Schwäne der Brüder Grimm
- 1978: Däumelinchen
- 1980: Anja und die vier Jahreszeiten (auch: Die zwölf Monate), nach Die zwölf Monate von Samuil Marschak
- 1981: Schwanensee (auch: Die Schwanenprinzessin), nach dem Ballett Schwanensee von Pjotr Tschaikowski.
- 1982: Aladin und die Wunderlampe, nach der Geschichtensammlung Tausendundeine Nacht

1979 wurde mit Taro, der Drachenjunge ein Film im selben Stil, aber außerhalb der Reihe, veröffentlicht, der sich einer japanischen Sage widmete, also nicht international war. Nach Anderusen Monogatari 1968 und dem schon im Stil der Märchen-der-Welt-Reihe produzierten Die kleine Seejungfrau von 1975 war Däumelinchen damit die vierte Andersen-Verfilmung Tōei Dōgas. Abgesehen des Films von 1968 liefen alle Filme in der DDR, weshalb sie zum Teil bis heute im Osten Deutschlands eine größere Bekanntheit und Beliebtheit haben.
Eine erste Adaption der Geschichte in Trickfilmform erfolgte 1924 in den USA als Thumbelina durch Herbert M. Dawley. Wie Lotte Reinigers Film Däumlienchen aus dem Jahr 1954 war es ein Kurzfilm in Silhouttentechnik. Der Kurzfilm Däumelinchens Abenteuer aus dem DEFA-Studio für Trickfilme aus dem Jahr 1959 war die erste Adaption als klassischer Zeichentrickfilm. Größere Popularität erreichte der sowjetische Halbstünder Däumelinchen von Sojusmultfilm aus dem Jahr 1964. 1970 wurde die Geschichte in Form einer psychedelische „Realverfilmung“ erstmals als Langspielfilm umgesetzt: Thumbelina. Die japanische Trickverfilmung war die erste Trickfilm-Version in Langform. 1994 folgte der amerikanische Trick-Langfilm Däumeline von Don Bluth und Gary Goldman.
Bei der Produktion führte Yūgo Serikawa Regie, das Drehbuch schrieb Ikuko Ōyabu. Charakterdesigner des Films war Osamu Tezuka, dessen Studio Tezuka Production neben Tōei Dōga auch an der Produktion beteiligt war. Die Animationsarbeiten leitete Tatsuji Kino und Produzent war Chiaki Imada. Die Musik komponierte Shunsuke Kikuchi.
Seine japanische Premiere feierte der Film am 18. März 1978 im Rahmen des Toei Cartoon Festival (Tōei Manga Matsuri). Seine Deutschlandpremiere hatte er am 30. März 1980 im DDR-Fernsehen, am 28. November des Jahres lief er in den DDR-Kinos an. In der Bundesrepublik wurde der Film nur auf VHS-Video in der Synchronfassung des DEFA-Studio für Synchronisation herausgebracht. Eine Veröffentlichung auf DVD erfolgte in Deutschland 2012. International kam der Film in den 1980er Jahren in Frankreich und im arabischen Raum heraus, außerdem später auf Englisch, Spanisch und Italienisch.

## Synchronisation
| Rolle         | japanischer Sprecher (Seiyū) | deutscher Sprecher |
| ------------- | ---------------------------- | ------------------ |
| Däumelinchen  | Kazuko Sugiyama              | Heidemarie Gohde   |
| Bunbu         | Mariko Miyagi                |                    |
| Erzähler      | Kyoko Kishida                |                    |
| Kröte         | Kyoko Kishida                |                    |
| Maus          | Masako Nozawa                | Barbara Lotzmann   |
| Maulwurf      | Kousei Tomita                |                    |
| Vater Kröte   | Ichirō Nagai                 |                    |
| Mutter Kröte  | Kazue Takahashi              |                    |
| Schmetterling | Sanji Hase                   |                    |
| Melkon        |                              | Detlef Heintze     |
| Wels          |                              | Victor Dräger      |
| Alte Biene    |                              | Alfred Bohl        |
| Prinz         | Noriko Ohara                 |                    |

## Kritiken
Die Anime Encyclopedia nennt den Film „absolut bezaubernd“. Da es keine bundesdeutsche Kino-Auswertung gab, ist die Zahl der Kritiken zu diesem Film eher gering. Der Filmdienst urteilt: Sehr unterhaltsamer, publikumswirksamer japanischer Zeichentrickfilm. Das Progress-Filmprogramm urteilte: […] stilistisch zwar nicht einheitlich, aber dennoch durch die originell und witzig gezeichneten Tiere […] mit Vergnügen anzusehen.